# North Walsham
North Walsham är en stad och en civil parish i North Norfolk, Norfolk, England. Orten hade 11 998 invånare. (2001)